# Ždánice (okres Žďár nad Sázavou)
Ždánice (německy Schdanitz) jsou obec v okrese Žďár nad Sázavou v Kraji Vysočina. Žije zde 236 obyvatel.
Obec se nachází ve východní části Českomoravské vrchoviny v přírodním parku Svratecká hornatina v nadmořské výšce 618 m, přesněji 3 km severně od Bystřice nad Pernštejnem.
První písemná zmínka o obci se v pamětihodnostech našla již v roce 1220 v souvislosti s Bystřickou farou, ke které v té době náležel les „U Ždánic“. Oficiálně se ale jako první písemná zmínka o obci bere až zápis z roku 1287, kdy dcera Štěpána z Pernštýna Zdeslava doživotně darovala veškeré požitky ze vsi Ždánic bystřickému faráři. V obci funguje spolek dobrovolných hasičů.
V blízkosti obce se nachází krásné lesy s možností krásných procházek a houbaření. Obcí prochází cyklostezka a v zimě jsou v blízkosti obce běžecké trasy s možností napojení až na lyžařský areál Nové Město na Moravě. Z památek v okolí dále lze jmenovat hrad Pernštejn, zříceniny hradu Zubštejn, Aušperk nebo Pyšolec. 
Báseň Veský zvoník od Gustava Pflegera Moravského (sbírka Cypřiše) se odehrává ve ždánické hospodě a vypráví o smrti místního zvoníka za bouře.

## Pověst
Pověst vypravuje, že Ždánice byly vystaveny po zániku vesnice „Dolní Lhotky“, která lehla ohněm nebo vodou v údolí mezi Karasejnem a nynějšími Ždánicemi. Obyvatelé zničené vsi se rozdělili na dvě části, jedna vystavěla obec Karasín a druhá Ždánice. Že obě vesnice tvořily kdysi obec jednu, nasvědčuje to, že před lety kontribučenská záložna panství bystřického určovala čistý výnos pro Ždánice a Karasín dohromady.

## Znak
V modré hlavě štítu se nacházejí tři stříbrné květy. Pod hlavou štítu černá zubří hlava se zlatou houžví na zlatém poli.

## Sbor dobrovolných hasičů
26. března roku 1896 byl v obci založen sbor dobrovolných hasičů, který existuje dodnes a má asi 50 členů.
O zřízení se nejvíce přičinili: František Makovský, Jan Jindra, Jan Kolář, František Pecina, František Trávníček, správce školy Jan Vrána, Josef Housek a další. 
V témže roce do sboru vstoupilo 18 mužů, kteří si zvolili výbor a náčelnictvo. Byla zakoupena stříkačka od firmy Smekal a zřízen hasičský stejnokroj. Veškerý náklad sboru byl hrazen dary a obcí.
- Jan Vrána (správce školy)
- František Makovský (hostinský)
- František Pečinka (dům č. 36)
- Jan Kolář (dům č.1)
- Josef Jílek
- Jan Bednář
- Jan Skalník (podruh č. 11)
- Antonín Zich (dům č. 4)
- Josef Houdek (dům č. 23)
- František Jindra (dům č. 2)
- Antonín Pyšný (dům č. 35)
- Jan Mazourek (dům č. 20)
- Jan Makovský (dům č. 43)

## Budova bývalé školy
Školní budova (plány zhotovil profesor na německé technice v Praze František Sáblík, rodem z Bystřice nad Pernštejnem, a stavbu převzal stavitel Karel Šír z Nového Města na Moravě) byla vysvěcena v neděli 26. září 1880 a fungovala do roku 1977, kdy byla uzavřena pro malý počet žáků. Dnešní děti dojíždějí do školy především do Bystřice nad Pernštejnem, několik pak do Písečného. Budova bývalé školy byla na přelomu tisíciletí rekonstruována a od roku 2001 slouží jako společenská budova pro pořádání různých kulturních akcí jako jsou např. sousedské bály, oslavy, posezení s občany apod. 
Celkový náklad obnášel 5120 zl. Obec získala 1000 zl. od zemského výboru a 200 zl. od císaře Františka Josefa I.
Ve Ždánicích jako první učil od ledna 1881 do roku 1884 Josef Herzog (1859 – 1943), pozdější okresní školní inspektor, autor historických článků z Vysočiny. V roce 1938 vydal v Brně své „Paměti“.
O výstavbu se nejvíce zasazoval tehdejší starosta Jan Kolář (dům č.1), pozemek obec odkoupila od statkáře Klímy za 20 zl.

## Obyvatelé
- Roku 1643 bylo ve Ždánicích osídlených domů 11
- Roku 1663 bylo 5 domů obydlených a 9 pustých
- Roku 1790 bylo domů 24 a obyvatelů 173
- Roku 1834 bylo domů 34
- Roku 1900 bylo 47 domů a 284 obyvatele.
- Roku 1910 bylo 47 domů a 245 obyvatel
- V roce 1920 za prvního sčítání lidu v Československu v roce 1920 žilo v obci 198 obyvatel ve 46 domech.

Hlavním pramenem výživy bylo rolnictví a dobytkářství. Část obyvatel taktéž pracovala jako zedník, v zimním období pracovali v lese. 

### Rod Kosů
Ze Ždánic pochází rod Kosů, jenž je zde doložen až do roku 1538. Jeho členové pak žili nejvíce ve Dvořištích, Pivonicích a Olešinkách. Z rodu pochází i Jan Kos (1908 - 1985), autor četných rukopisných vlastivědných studií. Ze Ždánic pocházel též otec sochaře Vincence Makovského.

### Vincenc Makovský
V obci Ždánice se narodil otec sochaře Vincence Makovského.

### Legionáři
Rodákem byl legionář Josef Kolář (1890 - 1979), jenž sepsal pozoruhodné rukopisy "Zápisky z mé vojenské služby jako domobrance, či jak se tomu říkalo - landštrumáka" a druhý díl nazvaný prostě "Zápisky".

## Historie
První písemná zmínka o obci pochází z roku 1287. V roce 1335 je ve Ždánicích doložena držba doubravnického kláštera, v roce 1409 už ves patřila Pernštejnům. Roku 1418 dal Vilém z Pernštejna panně Anně, dceři Šemíka z Cechtína, věnem na Ždánicích na lidech poplatných Janovi, Petrovi a Václavovi kopu grošů ročního platu. Roku 1588 uvádějí se Ždánice u zboží Bystřického, od něhož byly roku 1666 s jinými dědinami odděleny, avšak již v roce 1698 byly zase k němu přiděleny trvale. Z drobné šlechty se uvádí v roce 1416 Přibyslav ze Ždánic, jenž si koupil dvůr v Domanínku.

### 18. stol.
Poddaní platili roku 1750 vrchnosti roční úrok na sv. Jiřího 3 zlaté a 18 krejcarů a taktéž na sv. Václava úrok z polí činil 24 krejcarů a 140 liber spředeného lnu. 37 měr osiva, 72 slepic a 7 kop vajec. 10 sedláků robotovalo týdně 3 dny s jedním koněm a jedním volem, o žních to bylo dvojnásob. 3 podsedníci týdně 3 dny a o žních 6 dní. Desátky dávali roku 1672 do bystřické fary - 5 kop žita a ovsa, 1/4 mázu másla.

### 19. stol.
Od roku 1853 do roku 1880 chodily dívky do školy ve Vítochově, za to jim obec zaplatila 120 zl. stříbra. V roce 1880 vznikla škola i ve Ždánicích, tomu se obec Vítochov snažila zabránit. 

### Historie 20. stol.
Až do roku 1904 neměla obec žádné spojovací silnice. Hlavní spojovací cesta od Karasína k Bystřici trpěla těžkými náklady dříví, kterého se z lesů okolo Karasína mnoho vyváží. Obecní výbor se na začátku roku 1903 usnesl, že onu cestu upraví na silnici II. třídy. V letech 1903 - 1905 byla tedy vybudována odbočka ze silnice Bystřice - Písečné do Ždánic. V roce 1908 byla cesta prodloužena do Vítochova. V roce 1930 proběhla elektrifikace obce. V roce 1957 bylo založeno JZD, které bylo postupně slučováno do větších celků a od roku 1979 ve Ždánicích sídlilo velké JZD z 9 obcí. V roce 1972 byl vybudován vodovod, v roce 2004 byla dokončena plynofikace obce. Nedaleko někdejší školy stojí pěkný železný kříž (1933). Mramorový křížek v parčíku na návsi nechala zbudovat zdejší omladiny v roce 1918, obnoven byl v roce 1949. V polích k Bystřici stojí železný kříž z roku 1881. Památkou lidové architektury z 18. století je čp. 18
Na boží hod roku 1907 zasáhl obec požár, kdy zničil usedlost Josefa Koláře (dům č. 11)
V roce 1920 proběhl v obci mord, kdy manžel utloukl svoji ženu z domněnky, že mu byla nevěrnou. Za čin dostal 4 roky těžkého žaláře.

## Světová válka
Z obce bylo do války povoláno celkem 52 mužů, 9 z nich zemřelo a 6 jich bylo zraněno. Několik mužů padlo u Haliče, další byli zajati na italské či ruské frontě a následně vstoupilo do čs. legií (Josef Kolář, Jan Kolář, Antonín Havlíček, František Pečinka).

## Kronika
Kronika byla založena v roce 1923 na základě nařízení vlády republiky Česko-slovenské. Kronikářem se stal Václav Zich (rolník ze Ždánice, čp. 44).

## Galerie

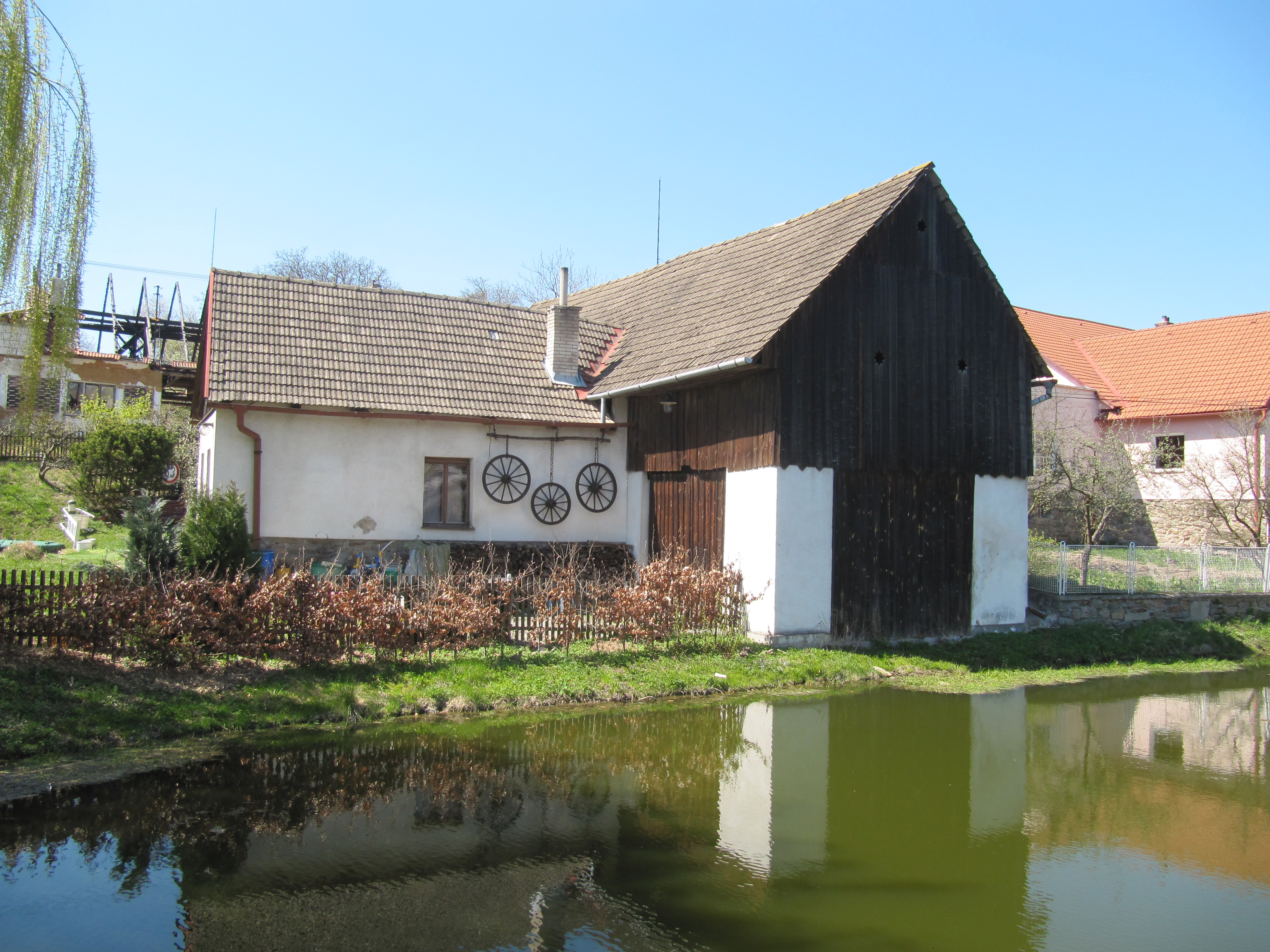
Dům č. p. 28 u návesního rybníka
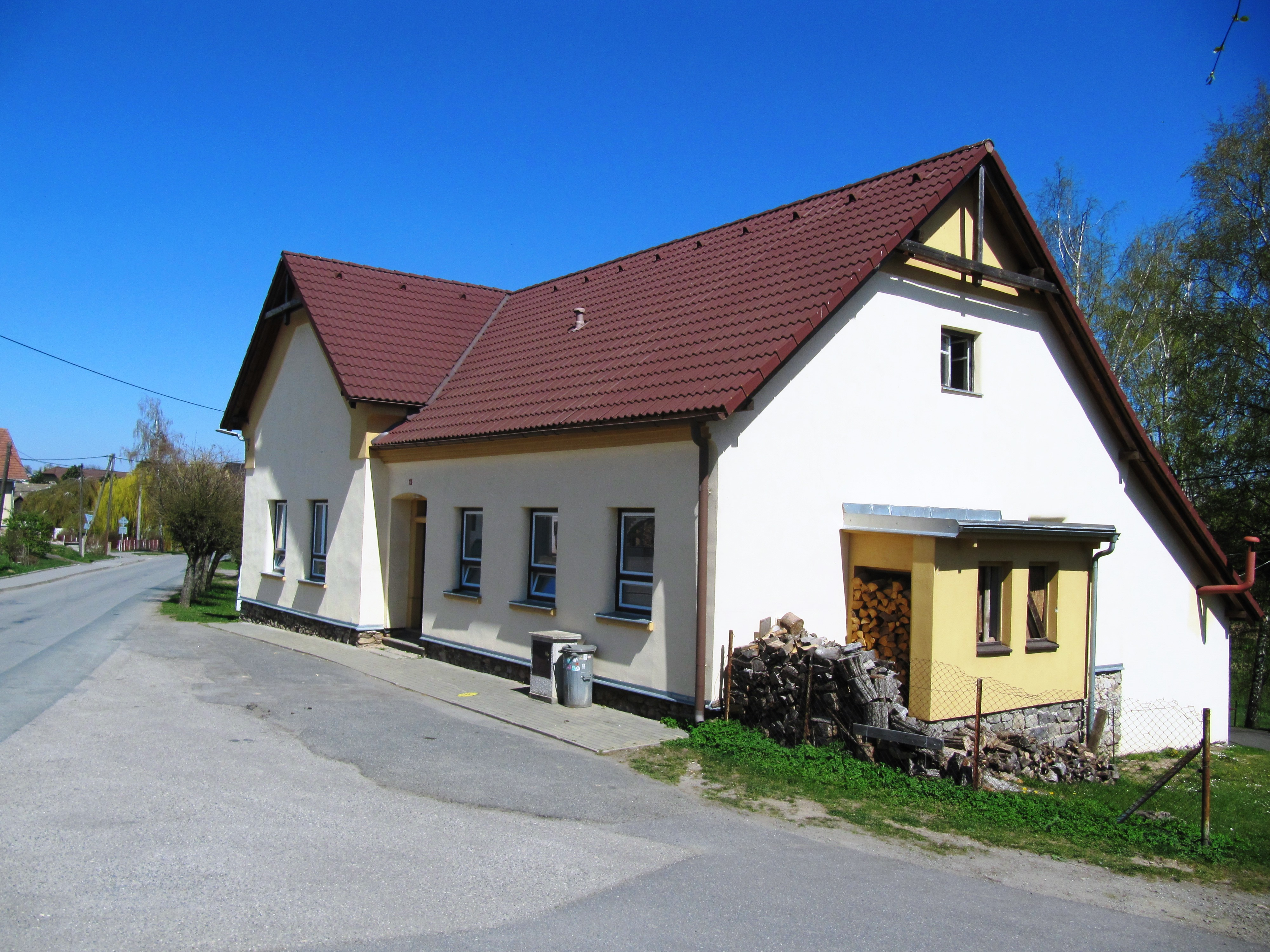
Bývalá škola, dnes společenská budova
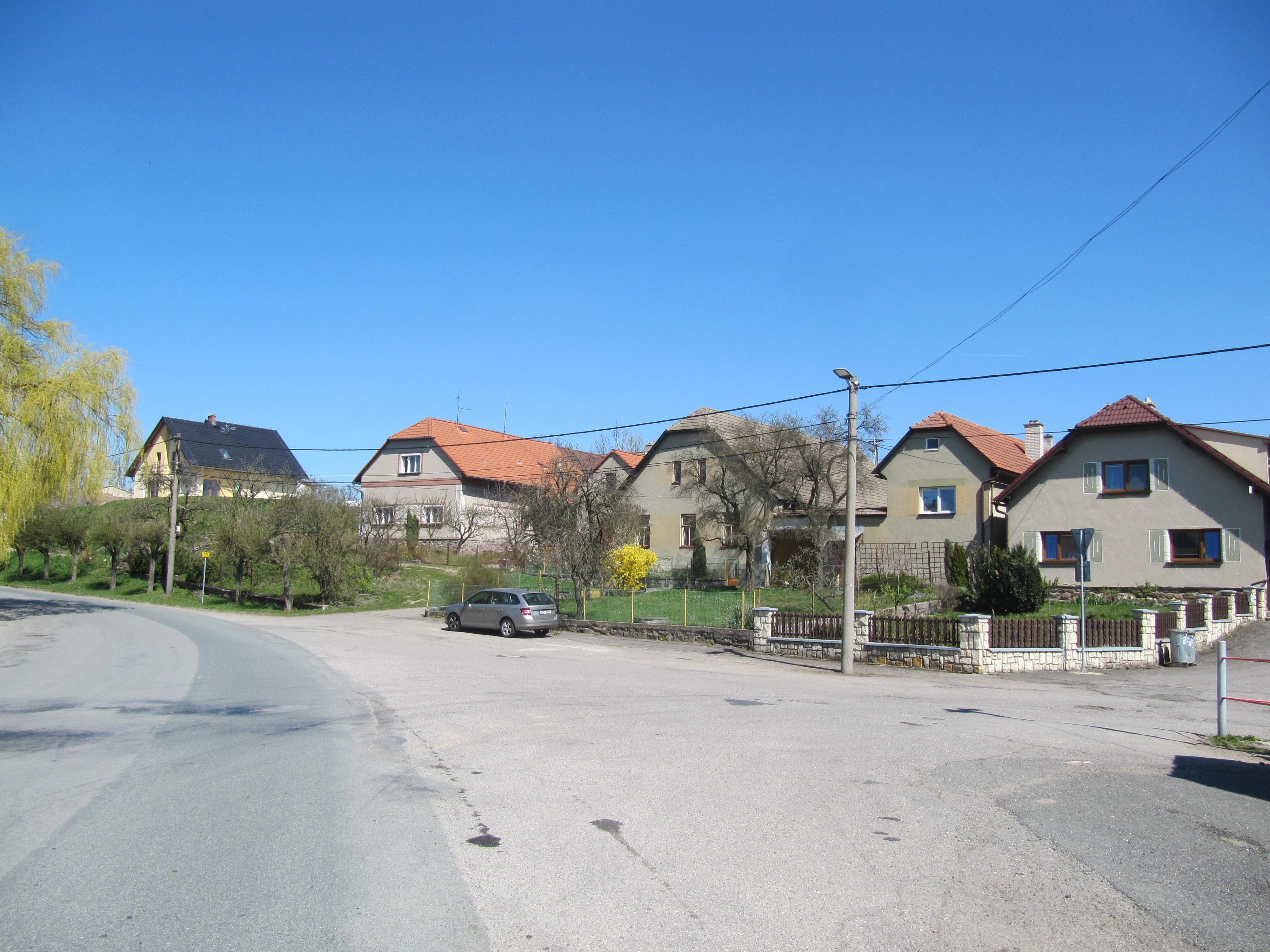
Domy při východní části návsi
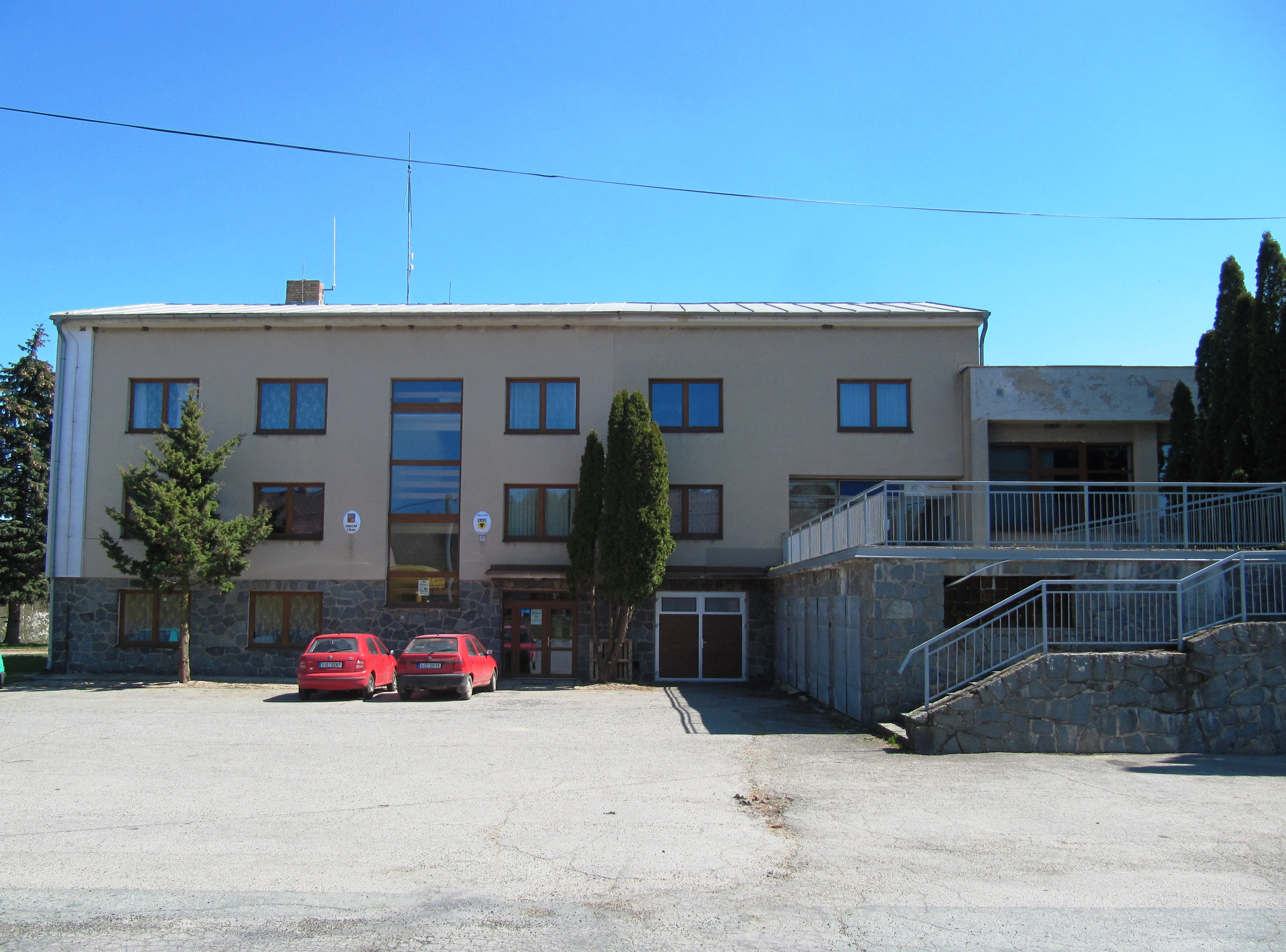
Obecní úřad

| Rok            | 1869 | 1880 | 1890 | 1900 | 1910 | 1921 | 1930 | 1950 | 1961 | 1970 | 1980 | 1991 | 2001 | 2006 | 2014 | 2023 |
| Počet obyvatel | 297  | 263  | 277  | 284  | 245  | 198  | 243  | 215  | 224  | 207  | 186  | 187  | 187  | 181  | 197  | 235  |